# Кнежак
Кнежак (итал Fontana del Conte   Графенбрун) је крашко насеље од 453 становника на северном делу општине Илирска Бистрица у словеначкој статистичкој Приморско-нотрањској регији

## Географија
Кнежак се налаxи на јужном Красу y дoлини на узвисини северно од долине реке Реке и јужно од долине реке Пивке на пола пута панорамског брдског пута Илирска Бистрица - Пивка који се налази источно од главног пута Ријека - Постојна. Удаљен је 9 км од Илирске Бистрице и од Пивке. Из Кнежака воде два локална пута, источно преко Коритнице до шумовите планине Снежник (1.796 м н/в) те североисточни пут за Бач и Машун.

## Историја
На околним брдима због погодног земљиша настају праисторијска и античка насеље - градине, од којих су 3 насеља близу Шембија и Бача), а мало даље на северу на локацији Чепна (791 м н/в) налази се јаподска градина окружена са око 350 м одбрамбеног насипо. Археолошка истраживања су нађене артефакте сврстала у старије гвоздено доба. На источној страни Кнежака је била градина на брду Оброб (644 м н/в) коју се исто сврстав у халштатско доба.
Кнежак је кроз историју припадао Крањској у оквиру Аустријског Царства, да би од 1849. са новом административном поделом Аустроугарске спадао у јужни део Нотрањске (Унутарње Крањске, нем. Иннеркраин), у постојнској регији. Након првог светског рата као Јулијска Крајина потпада под Краљевину Италију. Тада се топоним италијнизира у Фонтана дел Kонте када општина Кнежак постаје саставни део котара Опатија-Волоско у оквиру провинције Истре да би се, након анексије Италији Слободне Државе Ријека 1924, формираланова Кварнрска провинцијаjy коју је ушла и општина Кнежак коју је чинило 8 околних насеља, а која је 1936 имала 3.727 становника.

## Привреда
Становници се баве сточарством, пољопривредом и сеоским туризмом, а запослени су и у дрвној индустрији у Бачу те раде и у Илирској Бистрици, Пивки и Постојни

## Становништво
Према подацима Статистичког уреда РС у Кнежаку су 2011. живела 486 становника.
| Број становника по пописима | Број становника по пописима | Број становника по пописима |
| --------------------------- | --------------------------- | --------------------------- |
| 1991                        | 2002                        | 2011                        |
| 522                         | 477                         | 486                         |